# Colney Heath
Colney Heath is een civil parish in het bestuurlijke gebied St Albans, in het Engelse graafschap Hertfordshire met 5962 inwoners.

## Geboren in Colney Heath
- Judy Williams (1944-2024), Brits/Nederlands tafeltennisster